# 久我通誠
久我通誠（1660年3月8日—1719年8月22日），是江戶時代前期至中期的公卿，也是村上源氏清華家的久我家當主。

## 生涯
久我通誠在萬治三年（1660年）出生，是父母久我廣通及梅子女王（伏見宮貞清親王王女）的嫡次子。寬文五年（1665年）敘從五位上，後在延寶三年（1675年）昇敘從三位，位列公卿。
寶永五年十二月（合1709年）任右近衛大將，後轉任内大臣，到寶永八年（1711年）敘從一位，同年辭官。
享保四年（1719年）他逝世，享年59歲。
| 王位覬覦者        | 王位覬覦者                              | 王位覬覦者      |
| ----------------- | --------------------------------------- | --------------- |
| 前任： 久我通名   | 久我家當主 1674年5月22日－1719年8月22日 | 繼任： 久我惟通 |
| 官衔              |                                         |                 |
| 前任： 今出川伊季 | 右大將 1709年1月29日－1709年6月1日      | 繼任： 九條師孝 |
| 前任： 今出川伊季 | 内大臣 1709年4月27日－1711年4月12日     | 繼任： 近衛家久 |